# Лукин, Александр Антонович
Александр Антонович Лукин (род. 27 марта 2004, Москва) — российский хоккеист, защитник.

## Биография
Воспитанник подольского «Витязя», в сезоне 2020/21 провёл 24 матча в команде МХЛ «Русские витязи». На импорт-драфте CHL 2021 года был выбран клубом OHL «Норт-Бей Батталион» под № 30, где и отыграл сезоны 2021/22 — 2022/23. Перед сезоном 2023/24 перешёл в «Сибирь». 22 октября 2023 года в гостевом матче с «Автомобилистом» (3:1) дебютировал в КХЛ.